# Edward Baldwin Curtis
Edward Baldwin Curtis (Newburyport, 13 de março de 1933) é um matemático estadunidense.

## Obras
- «Simplicial homotopy theory». Advances in Mathematics. 6: 107–109. 1971. MR 0279808. doi:10.1016/0001-8708(71)90015-6
- com James A. Morrow: Inverse problems for electrical networks. Col: Series on applied mathematics. vol. 13. Singapore: World Scientific. 2000. ISBN 981-02-4174-7